# Castelletto Molina
Castelletto Molina (Castlèt Molèina in piemontese) è un comune italiano di 137 abitanti della provincia di Asti in Piemonte.

## Storia

### Simboli
Lo stemma e il gonfalone sono stati concessi con D.P.R. del 1º marzo 2000.
Il gonfalone è un drappo di giallo.

## Società

### Evoluzione demografica
Abitanti censiti

## Amministrazione
Di seguito è presentata una tabella relativa alle amministrazioni che si sono succedute in questo comune.
| Periodo        | Periodo        | Primo cittadino     | Partito                                       | Carica  | Note  |
| -------------- | -------------- | ------------------- | --------------------------------------------- | ------- | ----- |
| 31 maggio 1985 | 25 maggio 1990 | Marcello Piana      | Democrazia Cristiana                          | Sindaco | [ 6 ] |
| 25 maggio 1990 | 24 aprile 1995 | Marcello Piana      | Democrazia Cristiana                          | Sindaco | [ 6 ] |
| 24 aprile 1995 | 14 giugno 1999 | Marcello Piana      | Centro-sinistra                               | Sindaco | [ 6 ] |
| 14 giugno 1999 | 14 giugno 2004 | Marcello Piana      | Lista civica                                  | Sindaco | [ 6 ] |
| 14 giugno 2004 | 8 giugno 2009  | Massimiliano Caruso | Lista civica                                  | Sindaco | [ 6 ] |
| 8 giugno 2009  | 26 maggio 2014 | Massimiliano Caruso | Lista civica Grappolo e spighe                | Sindaco | [ 6 ] |
| 26 maggio 2014 | 26 maggio 2019 | Massimiliano Caruso | Lista civica Grappolo d'uva e spighe di grano | Sindaco | [ 6 ] |
| 26 maggio 2019 | 15 maggio 2023 | Marcello Piana      | Lista civica Grappolo d'uva e spighe di grano | Sindaco | [ 6 ] |
| 15 maggio 2023 | in carica      | Luca Gabutto        | Lista civica Uniti per Castelletto            | Sindaco |       |

## Galleria d'immagini

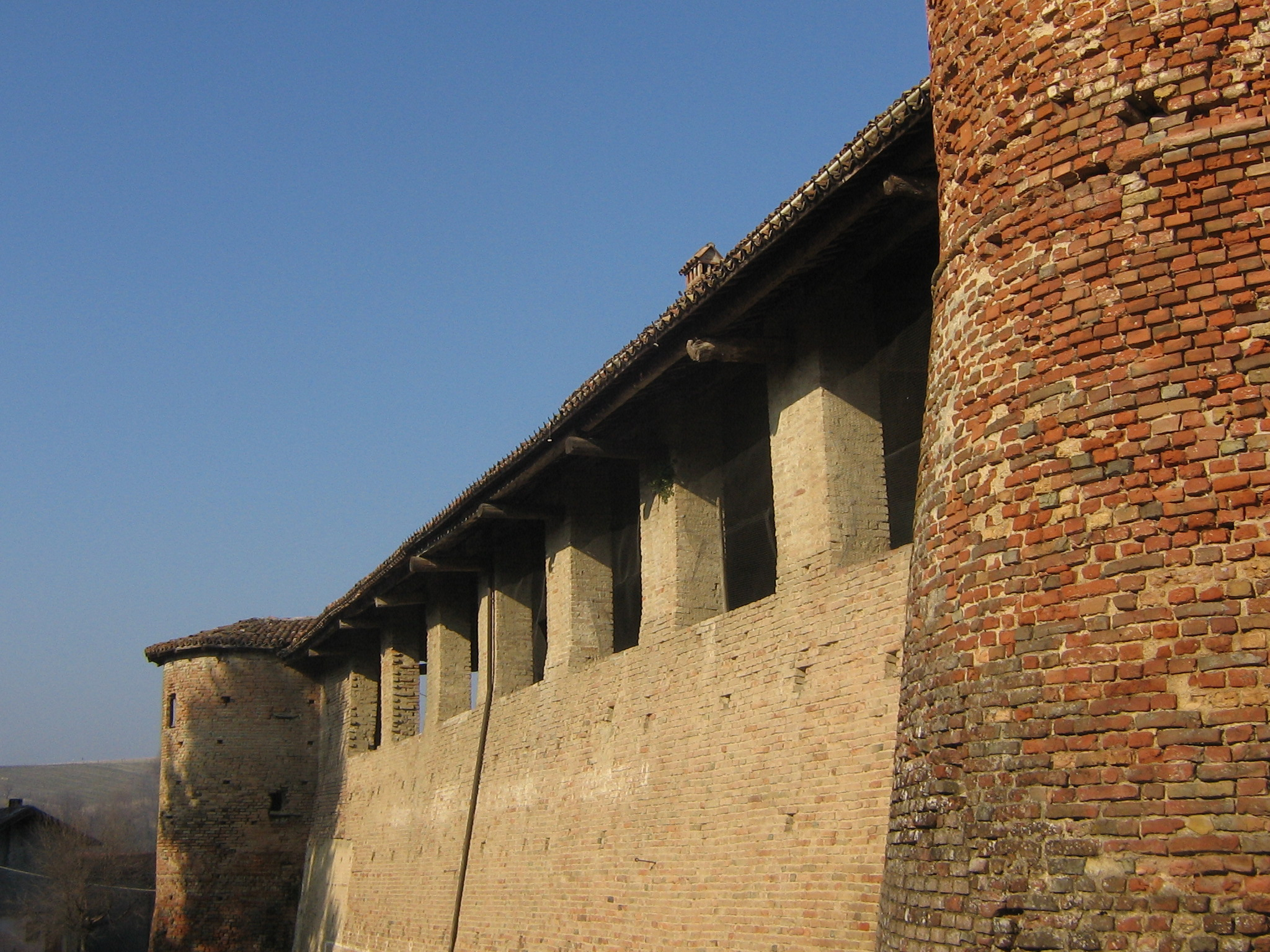
Il castello
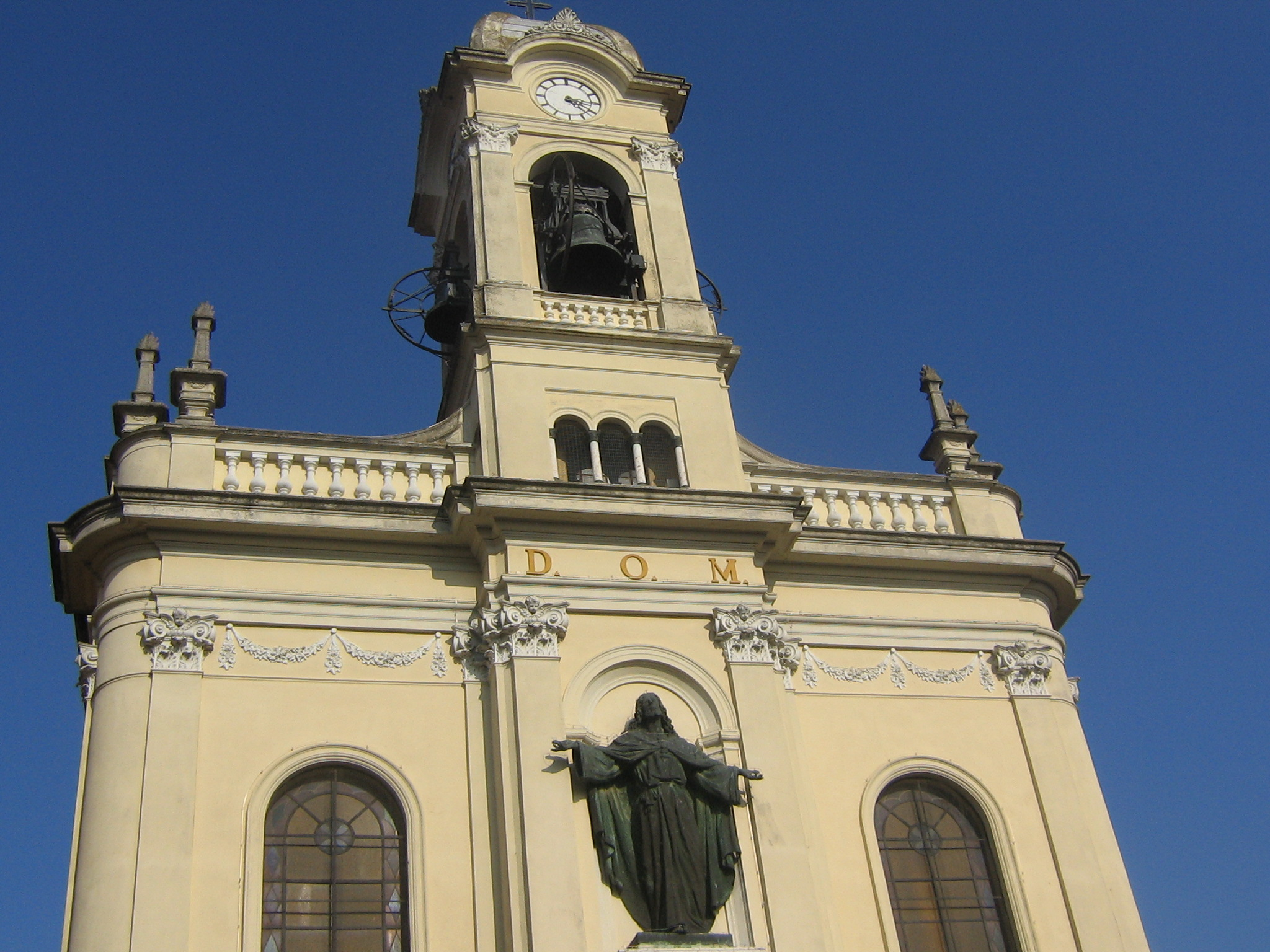
La Chiesa
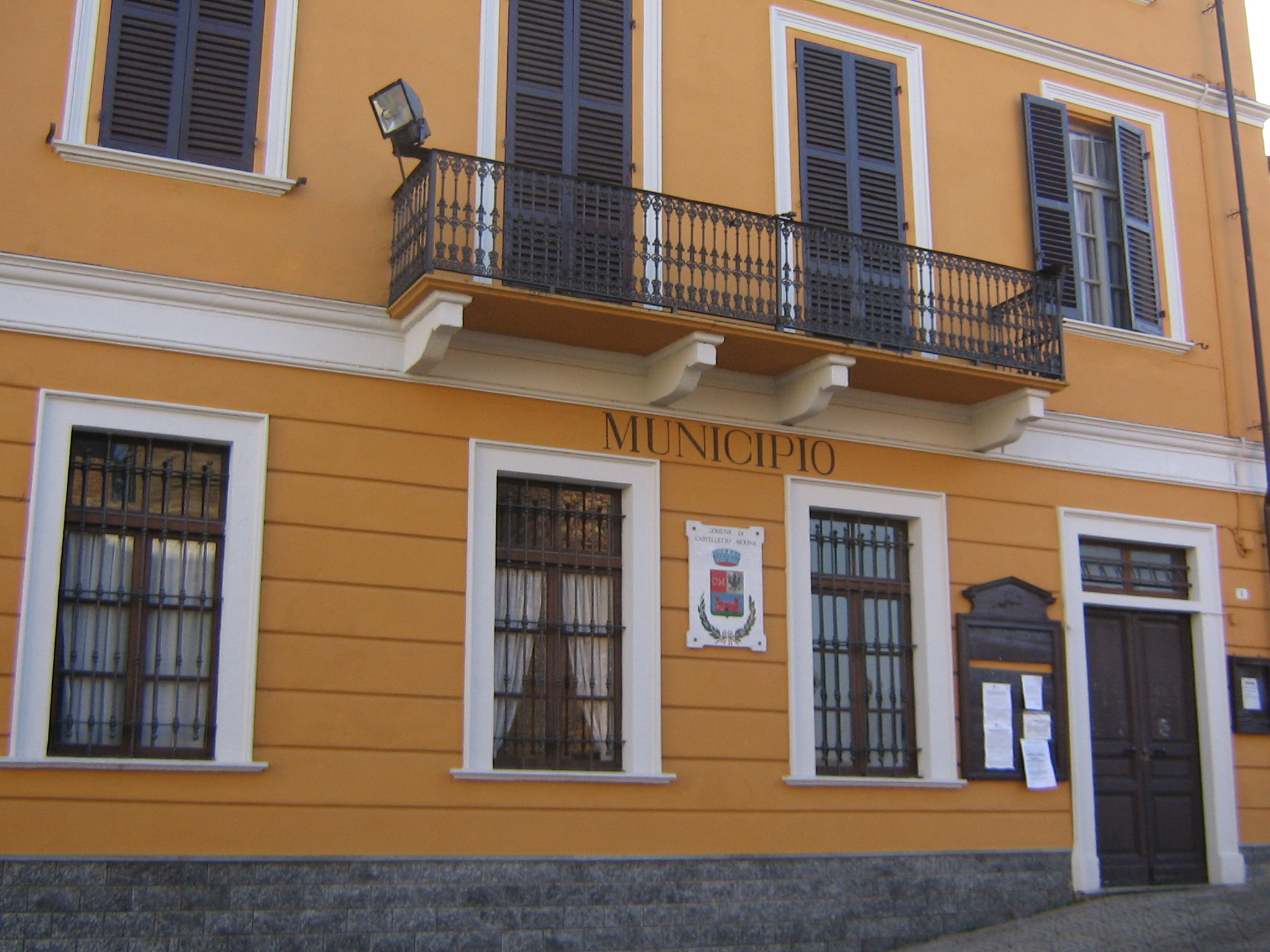
Il municipio